# Powiat upicki
Powiat upicki – powiat w województwie trockim w Wielkim Księstwie Litewskim. Został powołany w 1413. Zniesiony w wyniku III rozbioru Rzeczypospolitej (1795). Siedziba powiatu znajdowała się w Upicie, następnie od połowy XVI w., w Poniewieżu.
Powiat składał się z sześciu starostw: gulbińskiego, stęgwilskiego, szadowskiego, szymańskiego, wobolnickiego i żydejczańskiego.
Jednym z posłów powiatu upickiego był Władysław Wiktoryn Siciński, znany z tego, że jako pierwszy użył prawa liberum veto, zrywając sejm walny (1652).
W 1795–1801 obszar powiatu pokrywał się z ujezdem upickim. W 1801 przywrócony jako jeden z powiatów guberni wileńskiej. Jego obszar został włączony w 1843 do guberni kowieńskiej jako powiat poniewieski.

## Starostowie
- 1511–1530: Konstanty Ostrogski (ok. 1460–1530)
- 1530–1539: Bartłomiej Piłsudski (ok. 1460–1539)
- Jan Sylwestrowicz
- Dawid Puzyna
- 1571: Iwan Korszyński (zm. 1571)
- 1571–1584: Iwan Zarecki (zm. 1584)
- 1584–1586: Jan Hlebowicz (zm. 1604)
- 1610–1619: Hieronim Wołłowicz (zm. 1643)
- 1619–1625: Jan Albrycht Radziwiłł (1591–1625)
- 1625–1639: Eustachy Kurcz (zm. 1647)
- 1643–1657: Hieronim Puzyna (zm. 1657)
- 1661–1667: Michał Kazimierz Radziwiłł (1635–1680)
- 1667–1677: Hrehory Kazimierz Podbereski (zm. 1677)
- 1687: Krzysztof Białłozor (zm. 1687)
- 1687–1698: Andrzej Kazimierz Puzyna (zm. 1701)
- 1698–1702: Hieronim Jan Puzyna (zm. 1702)
- 1702–1731: Krzysztof Dominik Puzyna (zm. 1731)
- 1731–1747: Antoni Michał Puzyna (zm. 1752)
- 1747–1764: Stanisław Kostka Puzyna (zm. 1811)
- 1764–1776: Krzysztof Puzyna
- 1776–1795: Józef Rafał Wereszczyński (ur. 1749)

## Powiat upicki w kulturze
W powieści historycznej Henryka Sienkiewicza Potop, jej główny bohater, Andrzej Kmicic uzyskał od króla Jana Kazimierza urząd starosty upickiego. Stąd w słuchowisku satyrycznym Andrzeja Waligórskiego Rycerze, które było pastiszem twórczości Sienkiewicza, pojawia się „panna upicka” w odniesieniu do Aleksandry Billewiczówny.